# Kevin Wilson (scrittore)
Kevin Wilson (Sewanee, 1978) è uno scrittore statunitense.

## Biografia
Kevin Wilson è nato nel 1978 a Sewanee, Tennessee dove vive con moglie e figli e insegna tecniche di scrittura alla University of the South.
Dopo aver conseguito un B.A. all'Università Vanderbilt e un M.F.A. all'Università della Florida, ha esordito nel 2009 con la raccolta Scavare fino al centro della terra (vincitrice dei premi Alex e Shirley Jackson) al quale hanno fatto seguito due romanzi e un'altra collezione di storie brevi.
Premiato con una fellowship dalla MacDowell Colony e dal KHN Center for the Arts, suoi racconti sono apparsi in numerose riviste quali Ploughshares, Tin House e Cincinnati Review.

## Opere

### Racconti
- Scavare fino al centro della terra (Tunneling to the Center of the Earth, 2009), Roma, Fazi, 2014 traduzione di Silvia Castoldi ISBN 978-88-6411-530-6.
- Baby, You’re Gonna Be Mine (2018)

### Romanzi
- La famiglia Fang (The Family Fang, 2011), Roma, Fazi, 2012 traduzione di Silvia Castoldi ISBN 978-88-6411-529-0.
- Piccolo mondo perfetto (Perfect Little World, 2017), Roma, Fazi, 2018 traduzione di Silvia Castoldi ISBN 978-88-9325-269-0.

## Filmografia
- La famiglia Fang (The Family Fang), regia di Jason Bateman (2015) (soggetto)

## Premi e riconoscimenti
- Premio Alex: 2010 per Scavare fino al centro della terra
- Premio Shirley Jackson: 2009 per Scavare fino al centro della terra